# Courtil des Fées

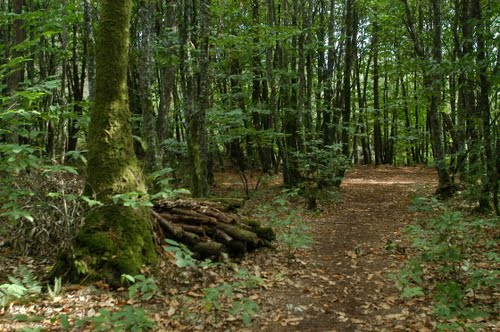
Courtil des Fées

Der Dolmen del Courtil des Fées (deutsch „Garten der Feen“ – auch Allée couverte de Chateau de Beaumont genannt) ist eine gestörte Allée couverte auf einem Hügel im Wald südöstlich von Saint-Laurent-sur-Oust bei Vannes im Département Morbihan in der Bretagne in Frankreich.
Die erhaltenen 25 Tragsteine bilden eine etwa 1,0 m schmale, gestreckte Kammer von etwa 9,0 m Länge mit einem geraden und einem apsidenförmigem Ende. Mindestens drei Tragsteine fehlen. Von den etwa 12 Decksteinen ist keiner erhalten. Die zwischen 1986 und 1992 ausgegrabene west-ost-orientierte Megalithanlage mit außermittigem, lateralem Zugang (französisch Sepultre à entree laterale) bildet eine Sonderform der Allée couverte (wie z. B. Four Sarrazin, Grand Village und Tréal) und war, wie Crec’h Quillé bei Saint-Quay-Perros von einem Hügel bedeckt. Es wurden die Knochen von drei Personen gefunden.
Etwa 75 Meter nach Nordwesten steht der 1,5 m hohe mit Schälchen versehene „Menhir de Beaumont“.